# Prime Cuts 2
Prime Cuts 2 is een verzamelalbum van Steve Morse met daarop voornamelijk instrumentale stukken van hem, die zijn verschenen op het platenlabel Magna Carta maar niet noodzakelijkerwijs op zijn naam. Het album bevat een mengeling van gitaar-rock en jazzrock, de gebruikelijke stijl van deze gitarist. Daarbij wordt techniek gecombineerd met melodie. Sommige composities doen denken aan Weather Report, maar dan dus met gitaar. Vanwege het feit dat de tracks van andere albums zijn afgeplukt is de rij musici relatief lang.

## Musici
- Steve Morse, David Townson – gitaar
- James LaBrie - zang (track 10)
- James Murphy – gitaar en toetsinstrumenten
- Dave LaRue, Sean Malone – basgitaar
- T Lavitz, Jordan Rudess, John Patitucci – toetsinstrumenten
- Van Romaine, Rod Morgenstein, Dave Weckl, Sean Reinert – slagwerk

## Tracklist
| Nr. | Titel                                                                                          | Duur |
| --- | ---------------------------------------------------------------------------------------------- | ---- |
| 1.  | Zig Zags (album Major Impacts 2; Morse, LaRue, Romaine)                                        | 4:28 |
| 2.  | On Fire (School of the Arts; Morse, Lavitz, Weckl)                                             | 4:54 |
| 3.  | Bar Hopping with Mr Picky (Rhythm of Time; Morse, Rudess, Morgenstein, LaRue)                  | 4:36 |
| 4.  | Ghost of the Bayou (Major Impacts 2; Morse, LaRue, Romaine)                                    | 3:05 |
| 5.  | Mood for a day (Tales form Yesterday; hommage aan Yes, Morse)                                  | 2:50 |
| 6.  | Truthola (Major Impacts 1; Morse, LaRue, Romaine)                                              | 5:30 |
| 7.  | Portrait (School of the Arts; Morse, Lavitz, Weckl, Patitucci)                                 | 8:19 |
| 8.  | Great Mountain Spirits (The Steve Morse Band; Morse, LaRue, Romaine)                           | 4:22 |
| 9.  | Midnight Daydream (The Steve Morse Band; Morse, LaRue, Romaine)                                | 5:18 |
| 10. | Red Barchetta (Working Man; hommage aan Rush; Morse, LaBrie, Reinert, Malone, Murphy, Townson) | 6:13 |